# Uma Abelha na Chuva
Pour plus de détails, voir Fiche technique et Distribution.
Uma Abelha na Chuva (« Une abeille sous la pluie ») est un drame portugais réalisé par Fernando Lopes d'après le roman de Carlos de Oliveira (1953), tourné en 1968 et sorti en 1972. Il s'inscrit dans le Novo Cinema.

## Synopsis
Dans la campagne portugaise, au bord du Mondego, Maria dos Prazeres, aristocrate ruinée, et Álvaro Silvestre, rustre propriétaire terrien, forment un couple décadent, malheureux et stérile. Leur mépris mutuel et leur frustration dégénèrent jusqu'à impliquer tragiquement leurs employés.

## Fiche technique
- Réalisation : Fernando Lopes
- Scénario : Carlos de Oliveira (roman), Fernando Lopes
- Photographie : Manuel Costa e Silva
- Musique : Manuel Jorge Veloso, Giuseppe Verdi (Ouverture de La forza del destino)
- Pays d'origine :  Portugal
- Durée : 75 minutes
- Date de sortie : 13 avril 1972

## Distribution
- Laura Soveral : Maria dos Prazeres
- João Guedes : Álvaro Silvestre
- Zita Duarte : Clara
- Ruy Furtado : António
- Carlos Ferreiro : Marcelo

## Analyse
Pour Mathias Lavin, le film se caractérise par un « lyrisme distancié et âpre, soutenu par une stylisation forte et revendiquée ». Fernando Lopes recourt à des contrastes de rythme dans le montage, à la répétition d’images ou de dialogues, à des arrêts sur image, à un son dont l’origine est parfois incertaine, donnant un film austère mais musical, mystérieux jusqu'à tendre vers l’abstraction.
Le chercheur associe le motif initial de la broderie et celui final de la dentelle à des toiles d’araignée : « tous les personnages représentés sont pris en effet dans une toile dont ils ne peuvent se défaire, ce qui autorise une interprétation idéologique plus large où leur sort [l'immobilité] vaut pour l’ensemble d’un pays qui était alors maintenu sous un régime dictatorial ».